# Dicranomyia reversalis
Dicranomyia reversalis är en tvåvingeart som beskrevs av Alexander 1922. Dicranomyia reversalis ingår i släktet Dicranomyia och familjen småharkrankar. Inga underarter finns listade i Catalogue of Life.